# کنی مک‌کورمیک
کنث «کنی» مک‌کورمیک (به انگلیسی: Kenneth "Kenny" McCormick) یکی از شخصیت‌های اصلی مجموعه طنز پویانمایی ساوت پارک است. او و دوستانش استن مارش، کایل برافلاوسکی و اریک کارتمن شخصیت‌های اصلی این مجموعه را تشکیل می‌دهند. از آنجایی که زیپِ کاپشن کلاه‌دار کنی، تمام بدن و حتی دهنش را نیز پوشانده، به سختی می‌توان حرف‌های او را فهمید. او اولین بار در تاریخ ۱۳ اوت ۱۹۹۷ در اولین قسمت از مجموعه ساوت پارک در تلویزیون ظاهر شد. پیش از آن در دو قسمت از انیمیشن‌های کوتاه روح کریسمس ساخته استون و همکارش تری پارکر به نام‌های مسیح علیه فراستی (۱۹۹۲) و مسیح علیه بابانوئل (۱۹۹۵) حضور داشت.
کنی دانش‌آموز کلاس سوم و بعداً چهارم است که با تجربیاتی نامعمول و متفاوت با آنچه از زندگی عادی در یک شهر کوچک انتظار می‌رود، مواجه می‌شود. او در زادگاهش ساوت پارک، کلورادو با خانواده فقیرش زندگی می‌کند. شخصیت کنی با کامپیوتر پویانمایی شده تا مشابهت ظاهریش با نسخه اولیه برنامه که با شیوه کات اوت ساخته شده بود، حفظ شود. این شخصیت همچنین در فیلم بلند داستانی ساوت پارک: بزرگ‌تر، طولانی‌تر و کوتاه‌نشده و سایر رسانه‌ها و محصولات تجاری مرتبط با ساوت پارک حضور دارد.
در پنج فصل اول سریال، کنی در پایان بسیاری از اپیزودها کشته می‌شود و سپس در قسمت بعدی مجدداً ظاهر می‌شود، انگار نه انگار که اتفاقی افتاده باشد. شخصیت‌های دیگر مجموعه هربار با جملاتی نظیر «ای خدا! کنی را کشتند! …ای حرامزاده‌ها!» تعجب خود را ابراز می‌کنند. این جملات پس از مدتی ورد زبان شدند. تفاسیر بسیاری بر جوانب مختلف این شیرین‌کاری از منظر فلسفی و اجتماعی از سوی مفسران رسانه‌ها منتشر شده است. با آغاز فصل ششم سریال در سال ۲۰۰۲، خالقان مجموعه، به ندرت از ترفند کشتن کنی استفاده کرده‌اند. در اپیزودهای بسیاری ماجرای کشته شدن کنیس طرح می‌شود و گاهی دلایلی برای حضور غیرمترقبه کنی ارائه می‌شود.